# 윌슨오브틸리언 남작 데이비드 윌슨

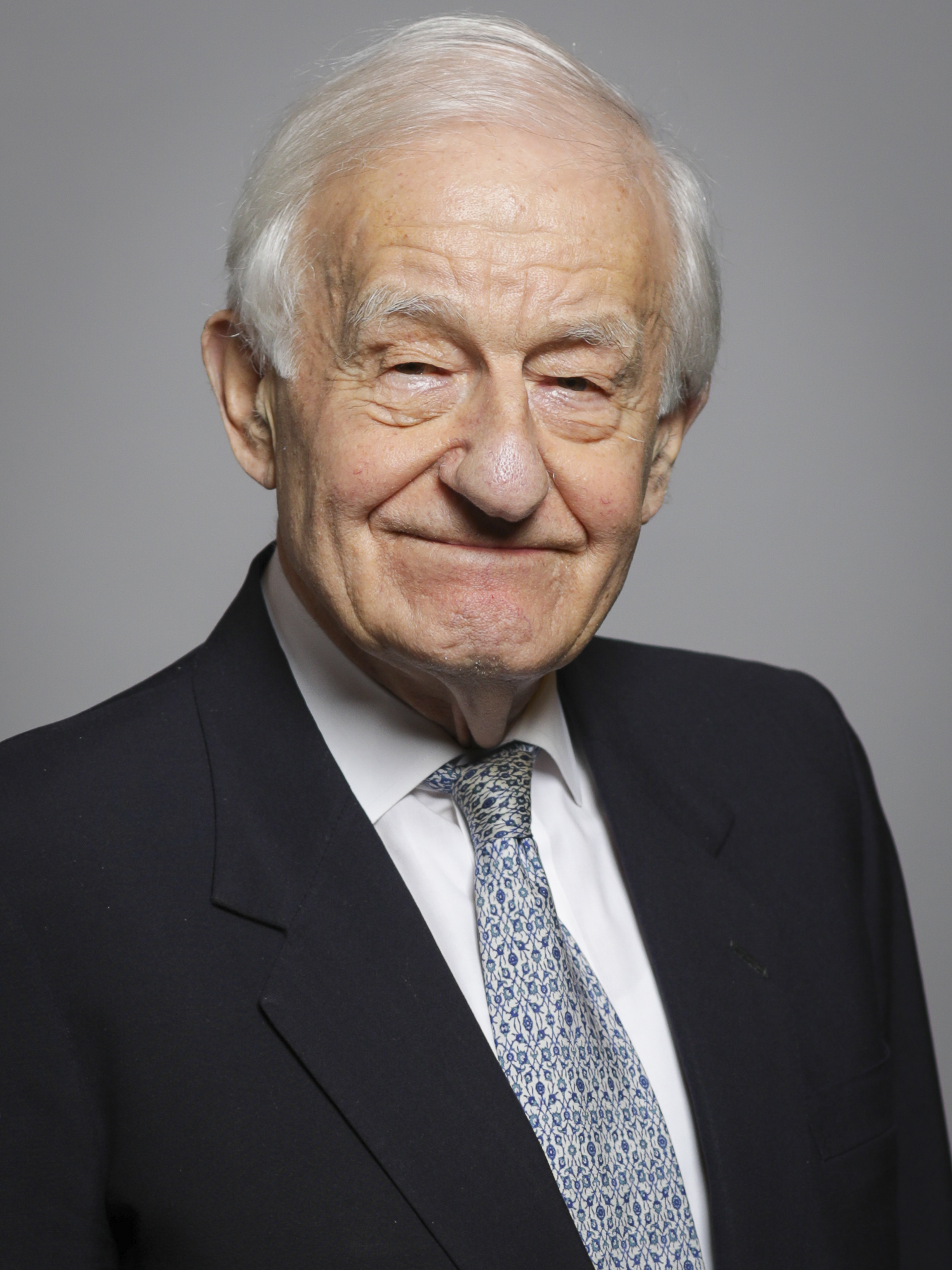
윌슨오브틸리언 경

틸리언의 윌슨 남작, 데이비드 클라이브 윌슨(영어: David Clive Wilson, Baron Wilson of Tillyornn, 1935년 2월 14일 ~ )은 영국의 전 행정가이자 외교관, 중국학자이다. 틸리언의 윌슨 경은 총사령관직과 제27대 홍콩 총독을 맡았다. 중국어 이름은 와이익순(중국어: 衛奕信)이다.
1987년 홍콩의 새 총독으로 임명되었다. 그는 홍콩 이양이 결정된 이후 처음으로 취임한 총독이었다. 그는 외교적으로 중공과 더 협조하려 했고, 이는 홍콩인들, 특히 친 민주주의 세력들이 반발하는 요인이 되었다. 결국 영국은 그를 홍콩의 마지막 총독으로 연임하지 않기로 하였고, 1992년 크리스 패튼이 취임한 뒤 총독을 그만 두었다.
그가 재직하던 1990년 홍콩 베이직 로우(홍콩 헌법)가 제정되었다.
| 전임 에드워드 유드 | 제27대 홍콩의 총독 1987년 4월 9일 - 1992년 7월 3일 | 후임 크리스 패튼 |